# Liste der Monuments historiques in Provins
Die Liste der Monuments historiques in Provins führt die Monuments historiques in der französischen Stadt Provins auf.

## Liste der Bauwerke
| Bezeichnung                           | Beschreibung | Standort                               | Kennzeichnung | Schutzstatus | Datum                    | Bild           |
| ------------------------------------- | ------------ | -------------------------------------- | ------------- | ------------ | ------------------------ | -------------- |
| Kapelle                               |              | Rue du Collège (Lage)                  | PA00087197    | Classé       | 1965                     | weitere Bilder |
| Schloss La Reine Blanche              |              | 2, rue de Savigny (Lage)               | PA00087198    | Inscrit      | 1931                     | weitere Bilder |
| Ehemaliges Kloster, siehe St-Quiriace |              | Place Saint-Quiriace (Lage)            | PA00087203    | Classé       | 1840                     | weitere Bilder |
| Couvent des Cordelières               |              | Rue de l’Hôpital (Lage)                | PA00087201    | Classé       | 1846 1960                | weitere Bilder |
| Croix des Changes                     |              | Place du Châtel (Lage)                 | PA00087200    | Inscrit      | 1931                     | weitere Bilder |
| Demeure des Vieux Bains               |              | 7, rue du Moulin-de-la-Ruelle (Lage)   | PA00087216    | Classé       | 1981                     | weitere Bilder |
| Kirche St-Ayoul                       |              | 1–3, cour des Bénédictins (Lage)       | PA00087196    | Classé       | 1862 1909 1913 2005 2006 | weitere Bilder |
| Kirche St-Thibault                    |              | 2, place du Châtel (Lage)              | PA00087204    | Inscrit      | 1931                     | weitere Bilder |
| Kirche Sainte-Croix                   |              | Rue du Petit Cimetière (Lage)          | PA00087202    | Classé       | 1918                     | weitere Bilder |
| Bauernhof La Madeleine                |              | Rue de Jouy (Lage)                     | PA00087205    | Inscrit      | 1932                     | weitere Bilder |
| Grabkreuz Mandon                      |              | (Lage)                                 | PA00087199    | Classé       | 1955                     | weitere Bilder |
| Grange aux dîmes                      |              | Rue Saint-Jean (Lage)                  | PA00087206    | Classé       | 1847                     | weitere Bilder |
| Salzspeicher                          |              | 3, rue des Petits-Lions (Lage)         | PA00087207    | Inscrit      | 1931                     | weitere Bilder |
| Hôpital du Saint-Esprit               |              | 36, rue de Jouy (Lage)                 | PA00087208    | Classé       | 1937 1968                | weitere Bilder |
| Hostellerie de la Croix d’Or          |              | 1, rue des Capucins (Lage)             | PA00087209    | Inscrit      | 1931                     |                |
| Hôtel des Brébans                     |              | 3, rue du Palais (Lage)                | PA00087210    | Inscrit      | 1932                     | weitere Bilder |
| Hôtel de la Coquille                  |              | Place du Châtel (Lage)                 | PA00087211    | Inscrit      | 1932                     | weitere Bilder |
| Hôtel de la Croix Blanche             |              | 2, rue des Capucins (Lage)             | PA00087212    | Inscrit      | 1931                     | weitere Bilder |
| Hôtel-Dieu                            |              | Rue Saint-Thibault (Lage)              | PA00087213    | Inscrit      | 1932                     | weitere Bilder |
| Hôtel des Trois-Singes                |              | 77, rue Saint-Thibault (Lage)          | PA00087214    | Inscrit      | 1986                     | weitere Bilder |
| Hôtel de Vauluisant                   |              | 6–8, rue des Capucins (Lage)           | PA00087215    | Classé       | 1918                     | weitere Bilder |
| Reste des ehemaligen Hôtel de ville   |              | 7, place du Cloître-Notre-Dame (Lage)  | PA00087217    | Inscrit      | 1931                     | weitere Bilder |
| Haus                                  |              | 15, rue aux Aulx (Lage)                | PA00087218    | Inscrit      | 1931                     | weitere Bilder |
| Haus                                  |              | 9, place du Châtel (Lage)              | PA00087220    | Inscrit      | 1962                     |                |
| Haus                                  |              | 7, rue de Jouy (Lage)                  | PA00087222    | Inscrit      | 1931                     | weitere Bilder |
| Haus                                  |              | 8, rue de Jouy (Lage)                  | PA00087223    | Inscrit      | 1932                     | weitere Bilder |
| Haus                                  |              | 15, rue de Jouy (Lage)                 | PA00087224    | Inscrit      | 1962                     | weitere Bilder |
| Haus                                  |              | 2, rue de l'Ormerie (Lage)             | PA00087225    | Inscrit      | 1941                     | weitere Bilder |
| Haus                                  |              | 14, rue du Palais (Lage)               | PA00087227    | Inscrit      | 1932                     | weitere Bilder |
| Haus                                  |              | 2, rue Pierre-Lebrun (Lage)            | PA00087228    | Inscrit      | 1931                     | weitere Bilder |
| Haus                                  |              | 4, rue Pierre-Lebrun (Lage)            | PA00087229    | Inscrit      | 1931                     | weitere Bilder |
| Haus                                  |              | 6, rue Saint-Jean (Lage)               | PA00087230    | Inscrit      | 1962                     |                |
| Haus                                  |              | 10, rue Saint-Jean (Lage)              | PA00087231    | Inscrit      | 1932                     |                |
| Haus                                  |              | 11, rue Saint-Jean (Lage)              | PA00087232    | Inscrit      | 1937                     | weitere Bilder |
| Haus                                  |              | 6, rue Saint-Thibault (Lage)           | PA00087234    | Inscrit      | 1962                     | weitere Bilder |
| Haus                                  |              | 9, rue Saint-Thibault (Lage)           | PA00087235    | Inscrit      | 1962                     | weitere Bilder |
| Haus                                  |              | 14 bis, rue Saint-Thibault (Lage)      | PA00087236    | Inscrit      | 1932                     | weitere Bilder |
| Haus                                  |              | 16, rue Saint-Thibault (Lage)          | PA00087237    | Inscrit      | 1932                     | weitere Bilder |
| Haus                                  |              | 54, rue Saint-Thibault (Lage)          | PA00087239    | Inscrit      | 1970                     | weitere Bilder |
| Haus                                  |              | 56, rue Saint-Thibault (Lage)          | PA00087240    | Inscrit      | 1970                     |                |
| Haus                                  |              | 58, rue Saint-Thibault (Lage)          | PA00087241    | Inscrit      | 1970                     | weitere Bilder |
| Haus                                  |              | 3, rue de Savigny (Lage)               | PA00087242    | Inscrit      | 1931                     | weitere Bilder |
| Haus                                  |              | 4, rue de Savigny (Lage)               | PA00087243    | Inscrit      | 1932                     | weitere Bilder |
| Haus                                  |              | 5, rue de la Table-Ronde (Lage)        | PA00087244    | Inscrit      | 1932                     | weitere Bilder |
| Kanonikerhaus                         |              | Place Saint-Quiriace Rue Ythier (Lage) | PA00087233    | Inscrit      | 1942                     | weitere Bilder |
| Maison des Petits-Plaids              |              | 12, place du Châtel (Lage)             | PA00087219    | Inscrit      | 1932 1962                | weitere Bilder |
| Romanisches Haus                      |              | 12, rue du Palais (Lage)               | PA00087226    | Classé       | 1941                     | weitere Bilder |
| Maison de Saint-Thibault              |              | 50, rue Saint-Thibault (Lage)          | PA00087238    | Inscrit      | 1962                     | weitere Bilder |
| Maison des Trois Pignons              |              | 1, rue Couverte Place du Châtel (Lage) | PA00087221    | Inscrit      | 1938                     | weitere Bilder |
| Palast der Grafen der Champagne       |              | Rue du Palais (Lage)                   | PA00087245    | Inscrit      | 2011                     | weitere Bilder |
| Refuge de Preuilly                    |              | 14, rue Saint-Jean (Lage)              | PA00087246    | Inscrit      | 1931                     | weitere Bilder |
| Stadtbefestigung                      |              | (Lage)                                 | PA00087247    | Classé       | 1875 1942 1992           | weitere Bilder |
| Tour César                            |              | Rue de la Pie (Lage)                   | PA00087248    | Classé       | 1846                     | weitere Bilder |
| Tour Notre-Dame-du-Val                |              | Rue Notre-Dame-du-Val (Lage)           | PA00087249    | Classé       | 1905 1937                | weitere Bilder |
| Kirchengericht                        |              | 6, rue du Palais (Lage)                | PA00087250    | Inscrit      | 1931                     | weitere Bilder |

## Liste der Objekte
Zum Verständnis siehe: Kirchenausstattung
- Monuments historiques (Objekte) in Provins in der Base Palissy des französischen Kultusministeriums